# Bier in Polen

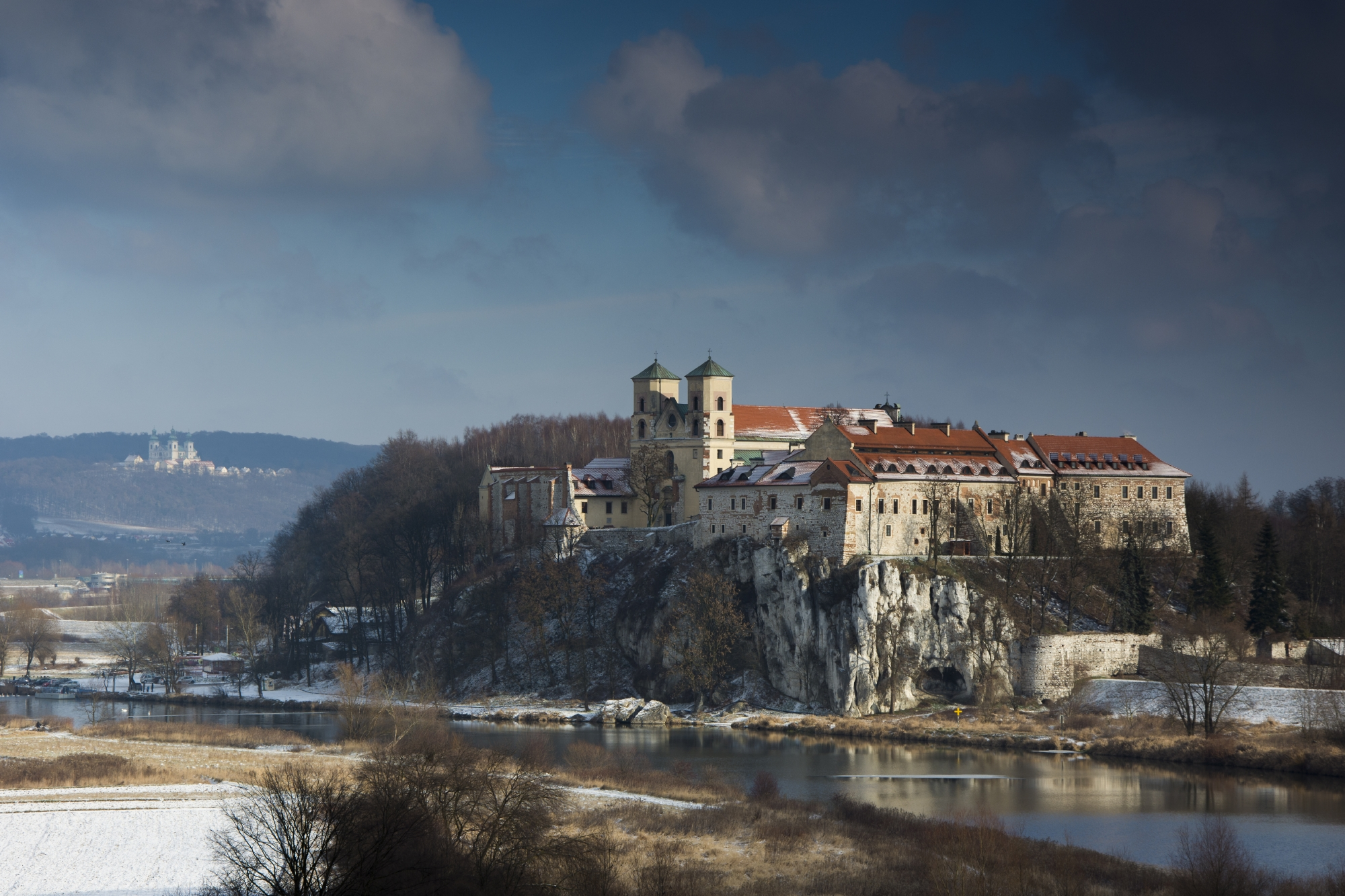
Die Abtei Tyniec bei Krakau besaß eine der ersten Brauereien in Polen

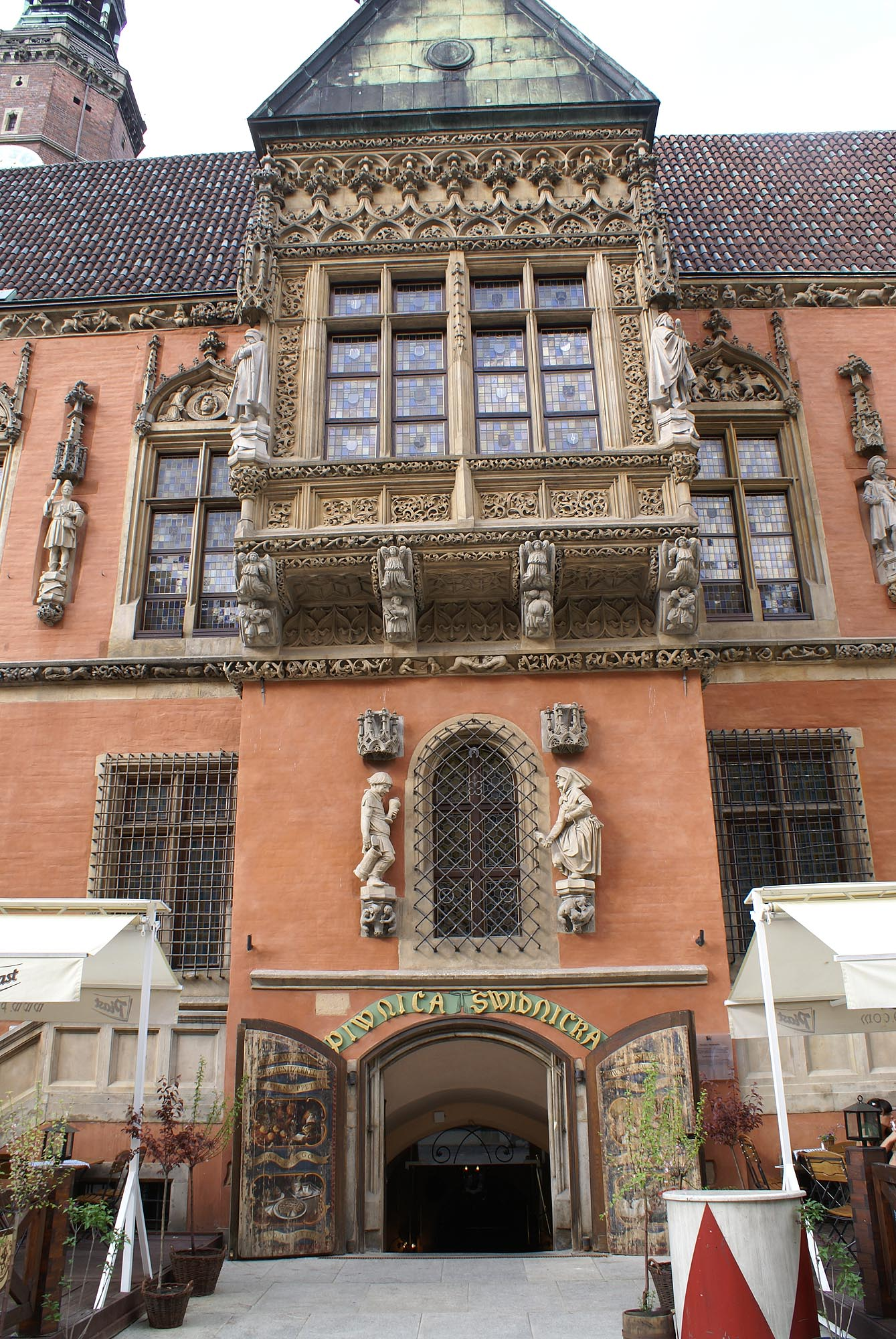
Im Schweidnitzer Keller im Alten Rathaus am Marktplatz in Breslau wird seit 1273 Bier ausgeschenkt

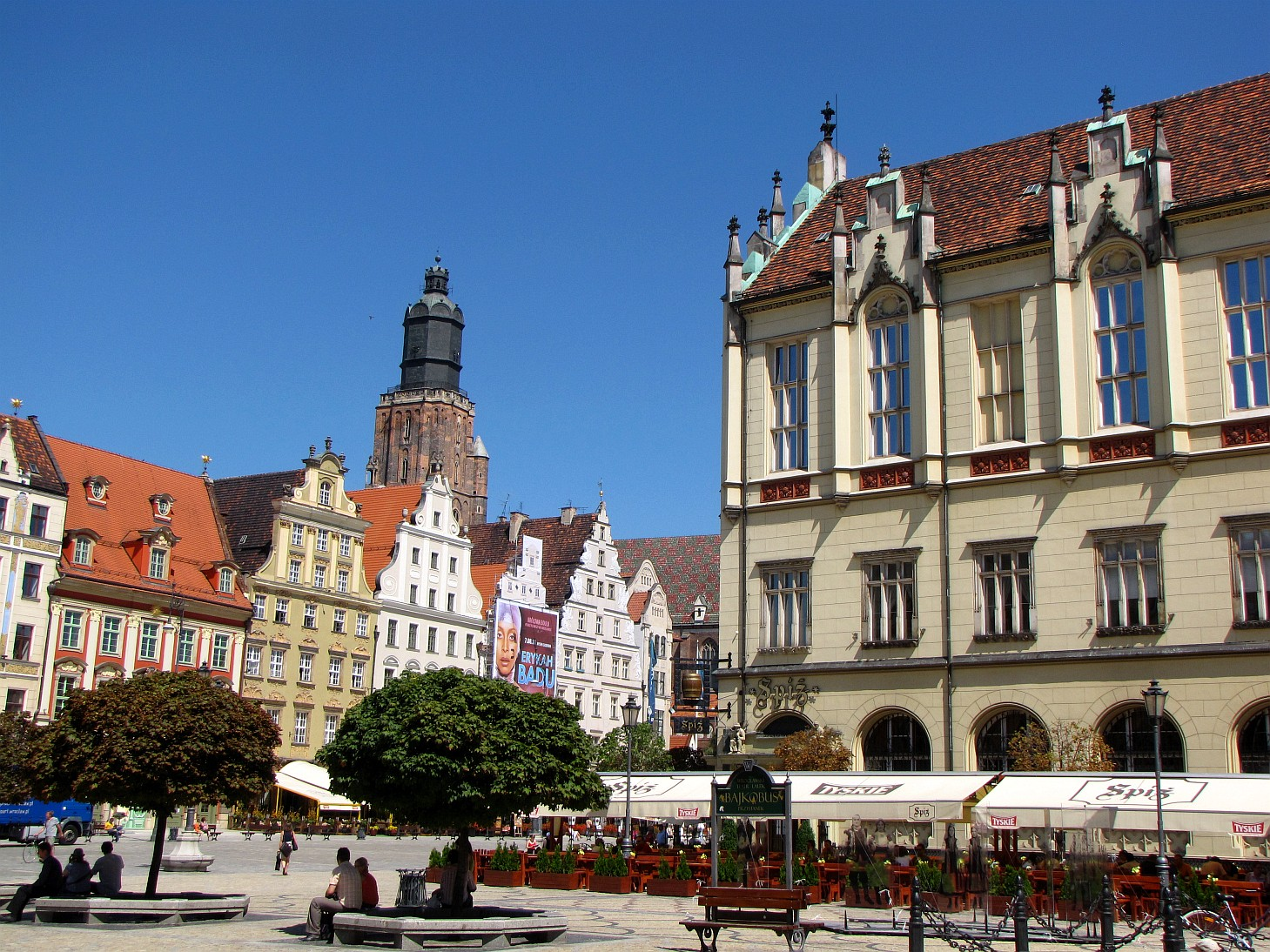
Die Restaurantbrauerei Spiż im Neuen Rathaus am Marktplatz in Breslau ist eine der ersten Restaurantbrauereien, die in der Dritten Polnischen Republik eröffnete

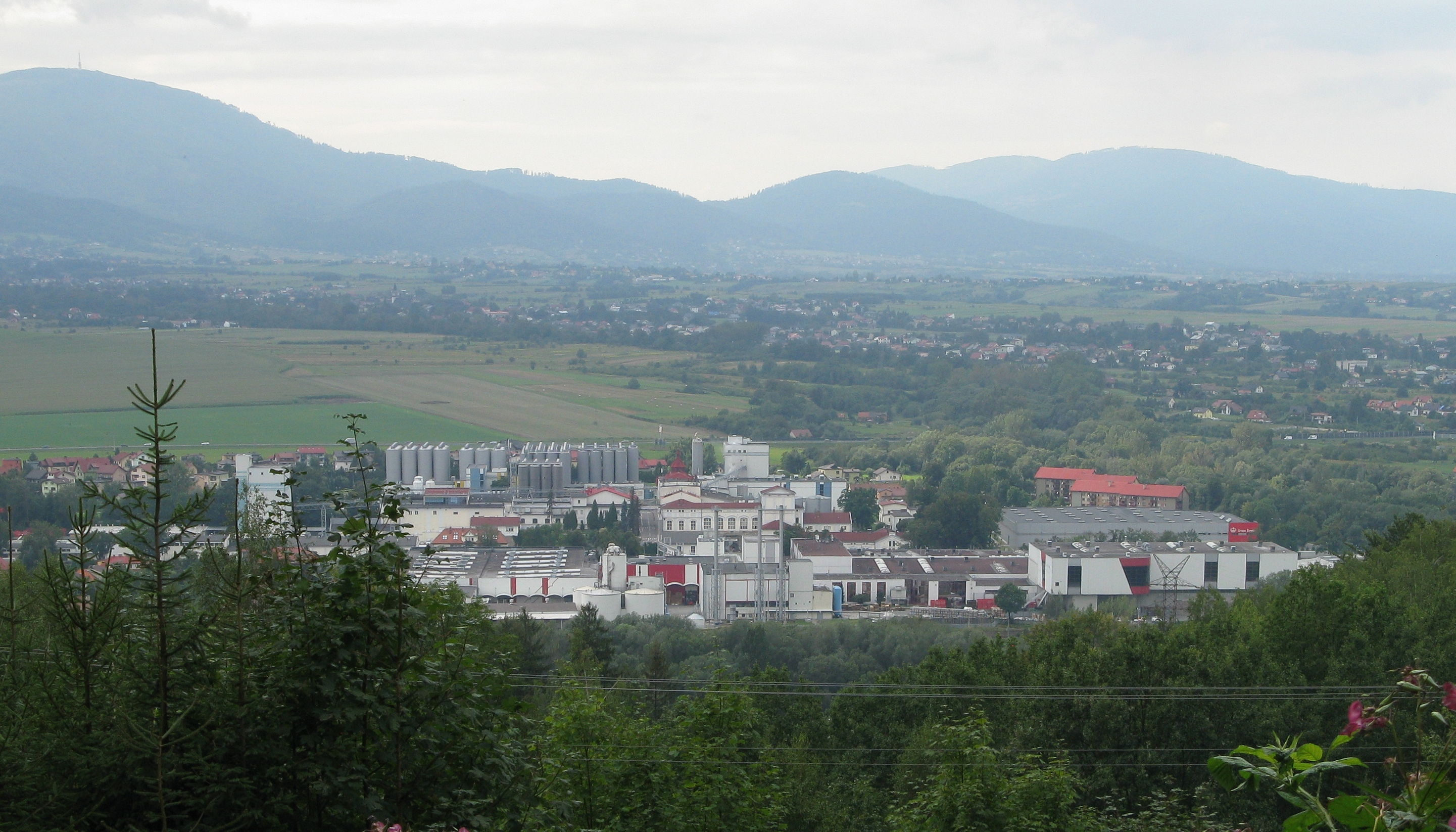
Brauerei Żywiec in Żywiec

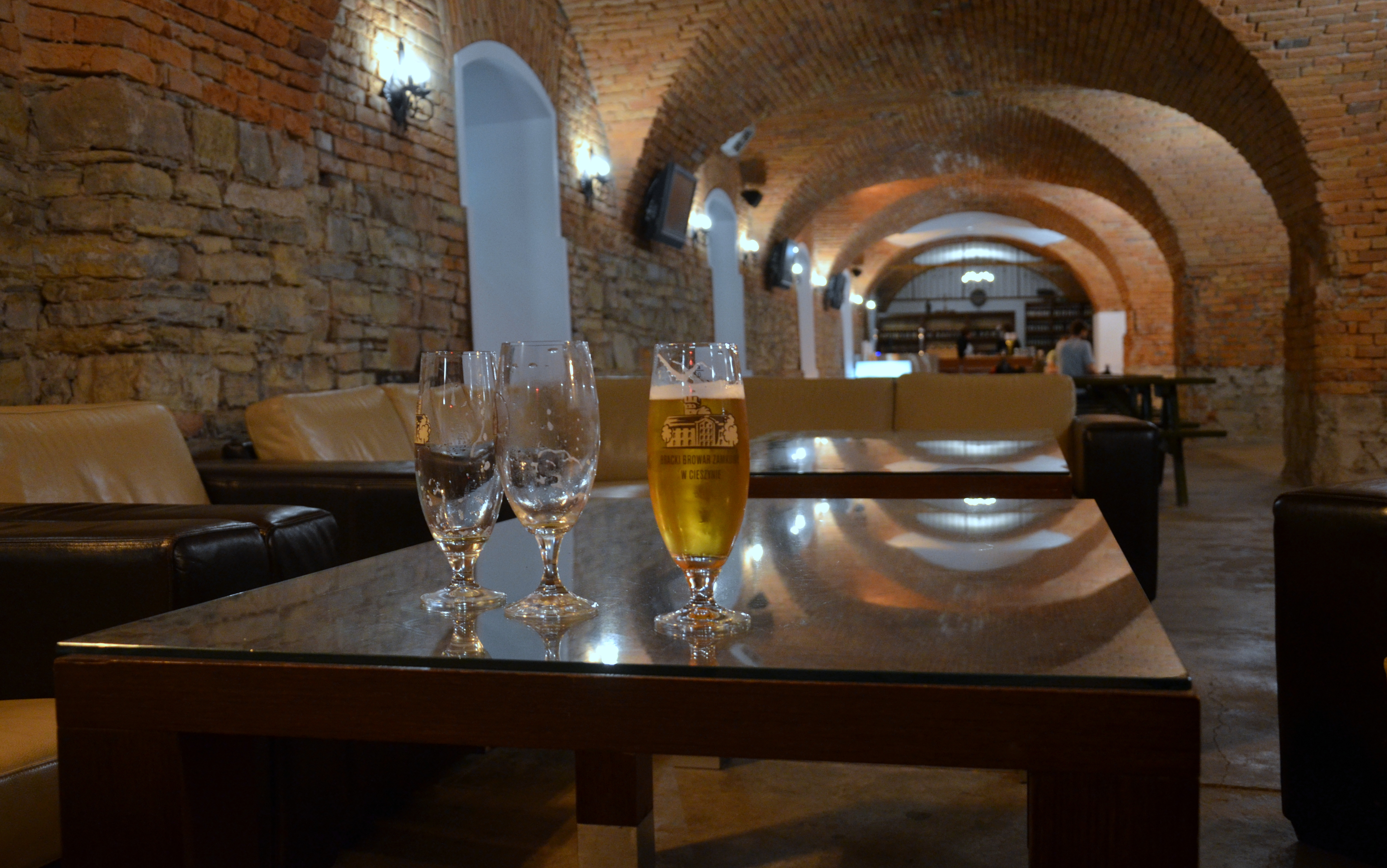
Bierkeller in Cieszyn

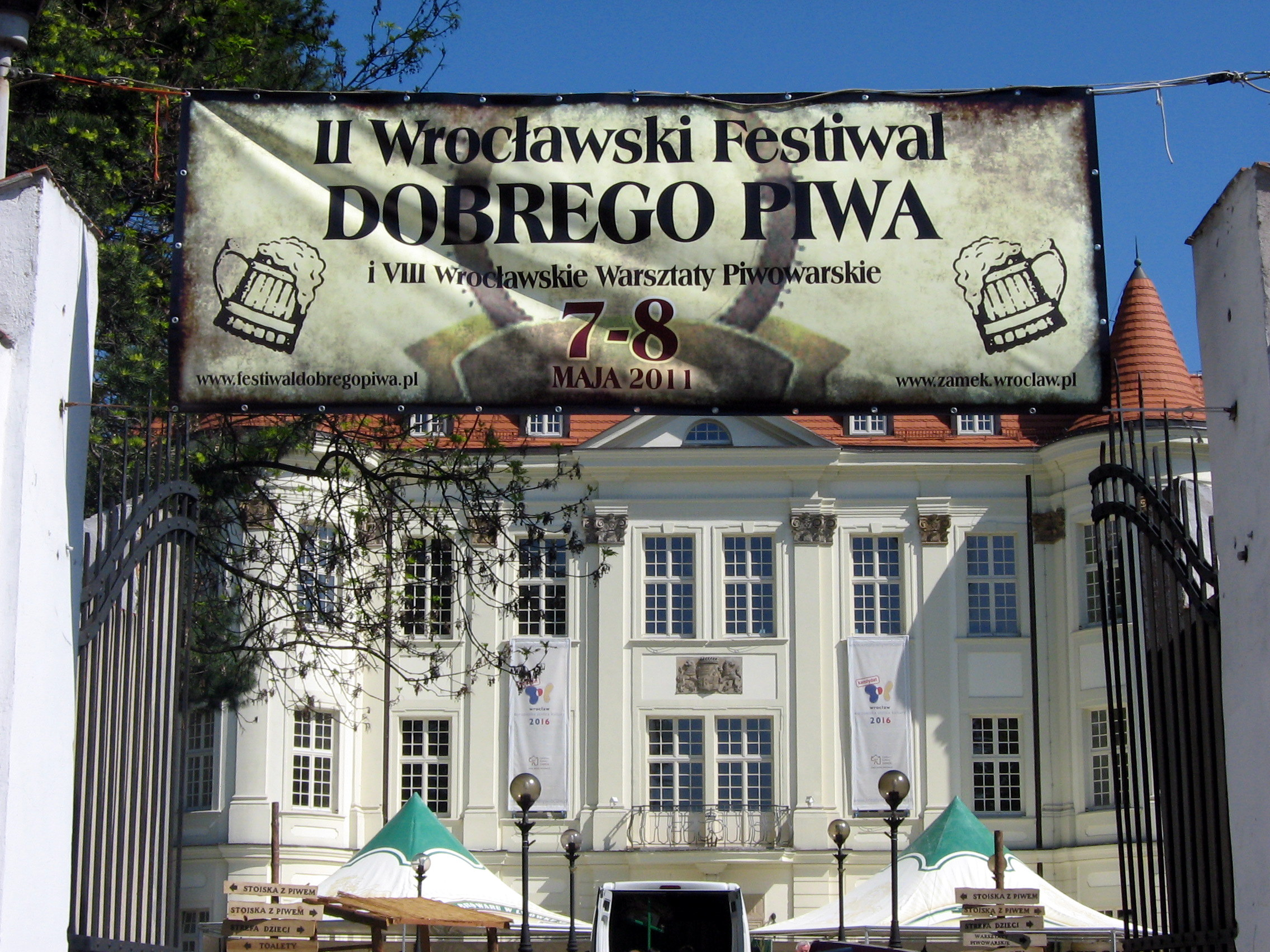
Das Bierfest Festiwal Dobrego Piwa in Breslau 2011

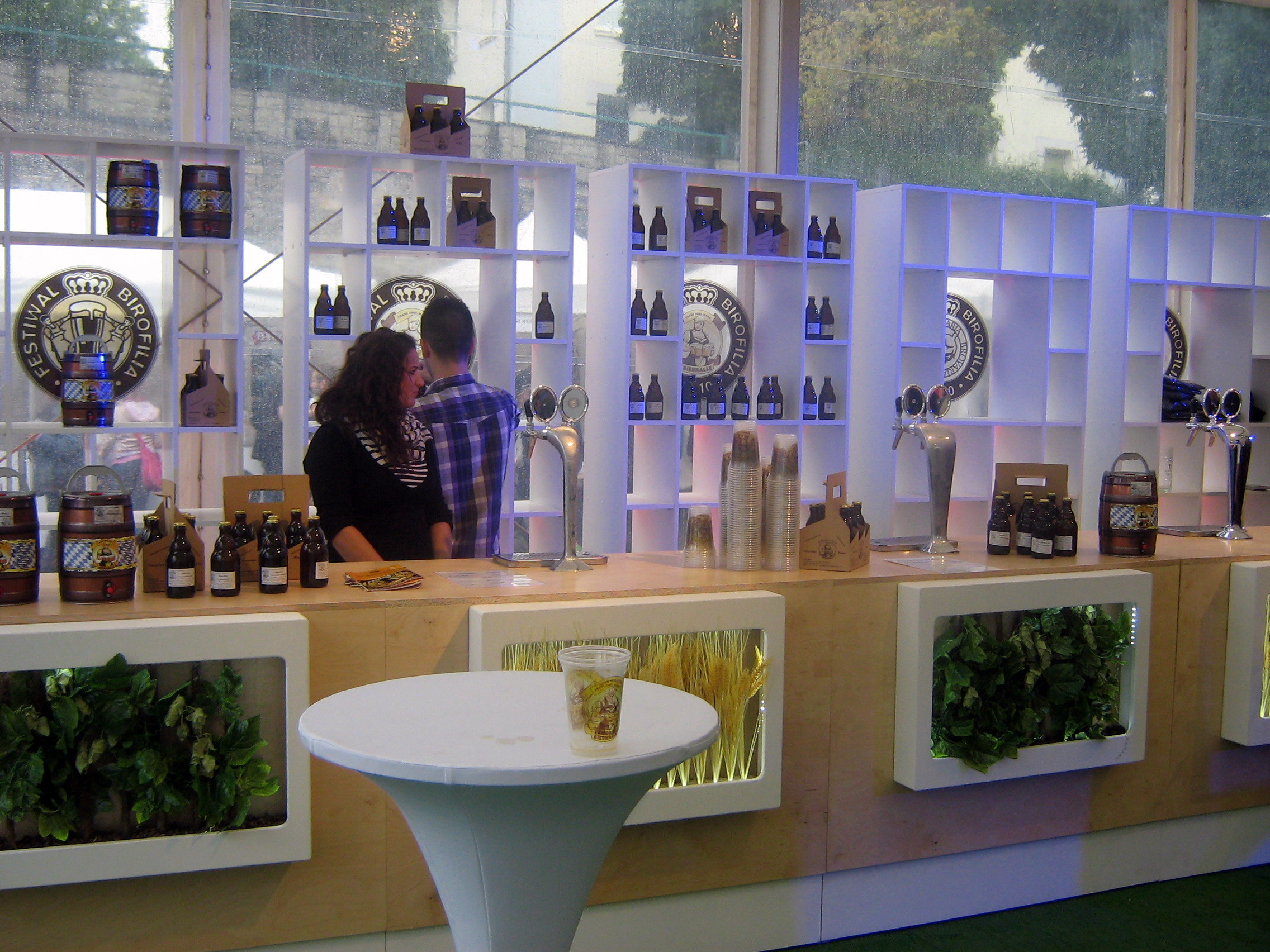
Festival Birofilia 2010

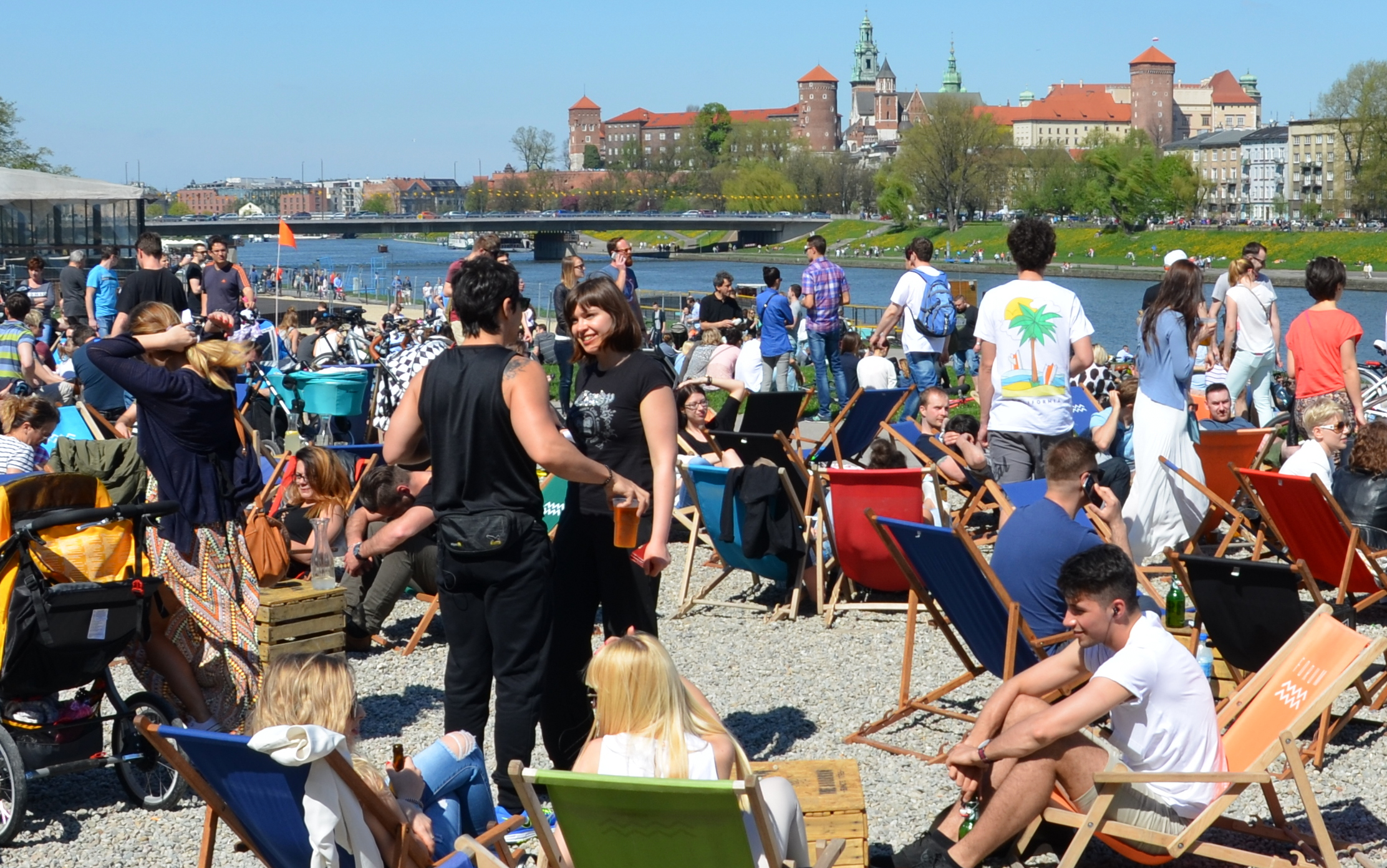
Biergarten in Krakau 2016

In Polen ist Bier eines der beliebtesten Getränke. Die Polen sind mit 98 l getrunkenem Bier pro Kopf und Jahr die viertgrößten Bierkonsumenten (nach den Tschechen, Deutschen und Österreichern) in Europa. 2022 wurden 37,8 Millionen Hektoliter Bier gebraut.

## Geschichte

### Mittelalter
Bereits den westslawischen Stämmen, die im 10. Jahrhundert im polnischen Staat vereinigt wurden, war die Braukunst bekannt. Thietmar von Merseburg beschreibt um das Jahr 1000 den späteren polnischen König Boleslaus den Tapferen, dem er nicht wohlgesonnen war, als extensiven Biertrinker – wörtlich: Tragbier, was darauf schließen lässt, dass an Boleslaus’ Königshof eine Brauerei funktioniert haben muss. Etwa hundert Jahre später beschreibt der Chronist Gallus Anonymus in seiner polnischen Chronik Cronica et gesta ducum sive principum Polonorum, dass bereits der legendäre Siemowit im 9. Jahrhundert seine Gäste mit Bier bewirtet hätte. Auch Herbord beschreibt zur gleichen Zeit in der Biographie von Otto von Bamberg den Bierkonsum in Polen. 1124 vermerkte der päpstliche Legat in Polen, Gilo von Paris, dass die Abtei Tyniec zwei Bierkneipen hatte. Aus dem Jahr 1255 datiert das älteste Dokument von Heinrich III., das den Hopfenanbau in Polen dokumentiert. Unter seinem Sohn Heinrich IV. wurde 1273 der Schweidnitzer Keller im Alten Rathaus am Marktplatz in Breslau eröffnet, der älteste noch existierende öffentliche Bierausschank Polens. Im 13. Jahrhundert verweigerten gegenüber den Päpsten mehrere Herrscher aus der Dynastie der Piasten, unter anderem Leszek I. und Konrad III., die Teilnahme an Kreuzzügen mit dem Hinweis, dass es im Heiligen Land kein ordentliches Bier gäbe. Im 15. Jahrhundert lobte Jan Długosz in seinen Jahrbüchern Annales seu cronicae incliti Regni Poloniae die polnische Braukunst.
Die westeuropäische Braukunst wurde in Polen im 11. Jahrhundert zunächst von den Klöstern, insbesondere den Benediktinern und später Zisterziensern verbreitet. Schon bald hatten alle polnischen Städte mindestens eine Brauerei. So hatte Krakau im 14. Jahrhundert 25 Brauereien und Thorn im 15. Jahrhundert mehr als 90. Nachdem der Weinbau in Polen gegen Ende des Mittelalters zurückging, wurde das Bier noch beliebter. Gleichzeitig begann der Wodka, der seinen Ursprung in Polen hat, ab Anfang des 15. Jahrhunderts dem Bier als alkoholisches Getränk Konkurrenz zu machen.

### Neuzeit
Zunächst blieb auch am Anfang der Neuzeit das Bier das Lieblingsgetränk der Polen, sowohl der Szlachta, wie auch der niederen Stände. Zunächst war das Weizenbier das am meisten gebraute Bier in Polen. Später änderte sich das Trinkverhalten hin zum Gerstenbier. Es entstanden auch regionale Besonderheiten, so zum Beispiel das Danziger Jopenbier oder das Grätzer aus Grodzisk Wielkopolski. Gegen Ende des 17. Jahrhunderts ging die Braukunst in Polen-Litauen zurück, was mehrere Gründe hatte. Zum einen war die polnisch-litauische Adelsrepublik ab ca. 1650 mit zahlreichen Kriegen auf eigenem Boden konfrontiert, die das Land verwüsteten. Dies führte auch dazu, dass der polnische Getreideexport über Danzig in die Niederlande und nach England zusammenbrach, auf dem polnischen Markt nun also ein Überangebot an Getreide vorhanden war, das zur Wodkaproduktion verwandt wurde. Damit fiel der Preis und stieg das Angebot von Wodka, der das Bier zurückdrängte. Zum anderen begann der Adel selbst massenweise Brauereien, die nicht an die städtischen Reinheitsgebote gebunden waren, zu eröffnen, womit den Stadt- und Klosterbrauereien die zahlungskräftigsten Kunden wegfielen. Viele städtische Braugilden mussten aufgeben. Gleichwohl gab es Ende des 18. Jahrhunderts allein in Warschau 126 Brauereien, auch nachdem die Warschauer Braugilde 1787 aufgelöst wurde.
Anfang des 19. Jahrhunderts wurden englische Biersorten beliebt und die Brauereien in den polnischen Teilungsgebieten begannen verstärkt Porter und Pale Ale zu brauen. Insbesondere als Napoleon 1806 die Kontinentalsperre gegen das Vereinigte Königreich verhängte und der Import von Bier aus England ausblieb, nutzten die Brauereien im Herzogtum Warschau und den Teilungsgebieten, um auf die Produktion des beliebten Porter umzustellen und die entstandene Marktlücke zu füllen. Dabei entstand die neue Sorte Baltisches Porter, die ein Zwischenprodukt von englischem Porter und deutschem Doppelbock darstellt. Um 1900 gab es auf polnischem Boden ca. 500 Brauereien, die jährlich ca. 8 Millionen hl Bier ausstießen. Zu den bedeutendsten Unternehmen gehörten um die Jahrhundertwende die Warschauer Brauereien Warszawskie Towarzystwo Akcyjne Wyrobu Piwa „Herman Jung” und Haberbusch i Schiele.

### Moderne
Den Ersten Weltkrieg überstanden nur etwa die Hälfte der polnischen Brauereien und die Bierproduktion fiel auf ca. 1,8 Millionen hl Bier im Jahr 1919 und stieg bis 1928 dann wieder auf 2,5 Millionen. Während des Zweiten Weltkriegs wurden viele weitere Brauereien zerstört und geplündert. Die übrigen wurden im Zuge der sowjetischen Besetzung Polens verstaatlicht. In der Volksrepublik Polen wurden jedoch nach dem politischen Tauwetter auch neue Brauereien (wieder)eröffnet, zum Beispiel in Łomża (1968), Sierpc (1972), Warka (1975), Leżajsk (1978) und Posen (1980). Gegen Ende der Volksrepublik gab es in Polen 78 Brauereien, die 13 Millionen hl Bier im Jahr brauten und der Bierkonsum pro Kopf und Jahr betrug 36 l.
In der Dritten Polnischen Republik wurden die Brauereien privatisiert, sehr oft von internationalen Konzernen wie Heineken oder Carlsberg aufgekauft. Es eröffnen aber auch viele kleine Mini- und Restaurantbrauereien. Auch die Haus- sowie Hobbybrauerei wird in Polen immer beliebter. Seit 2010 organisieren sich die Hobbybrauer in dem Polnischen Verein der Hausbrauer.

### Entwicklung des Bierproduktion und -konsums
Der polnische Biermarkt gilt mittlerweile mit einem Jahresumsatz von mehr als 15 Mrd. PLN als gesättigt.
| Jahr                  | 1939  | 1950 | 1970 | 1990 | 1995 | 2000 | 2005 | 2010 | 2015 |
| --------------------- | ----- | ---- | ---- | ---- | ---- | ---- | ---- | ---- | ---- |
| Produktion in Mio. hl | ca. 2 | 3,8  | 10,0 | 11,8 | 15,3 | 25,2 | 31,6 | 36,7 | 39,4 |

| Jahr              | 1939  | 1950 | 1970 | 1990 | 1995 | 2000 | 2005 | 2010 | 2015 |
| ----------------- | ----- | ---- | ---- | ---- | ---- | ---- | ---- | ---- | ---- |
| Konsum l pro Kopf | ca. 4 | 14   | 31   | 32   | 39,3 | 66,0 | 80,0 | 90,4 | 99,1 |

## Rechtsgrundlagen
Die Bierproduktion, der -handel und -ausschank sind in Polen gesetzlich reguliert. Hierfür ist grundsätzlich eine Konzession erforderlich. Im Fall des Einzelhandels und Ausschanks an Endverbraucher ist das jeweilige Organ der kommunalen Selbstverwaltung für die Konzessionierung zuständig.
In Polen wird eine Biersteuer als Verbrauchssteuer erhoben. Sie bemisst sich nach dem Grad Plato (Stammwürze). Hobbybrauer sind von der Steuer befreit. Kleine Brauereien zahlen einen geringeren Steuersatz.
Der Alkoholkonsum im öffentlichen Raum ist in Polen reguliert. Es besteht ein generelles Konsumverbot mit der Option, dass die kommunale Selbstverwaltung Ausnahmen regeln kann. Die Faustregel ist, dass der Bierkonsum auf Spielplätzen sowie in der Nähe von Kindergärten und Schulen verboten ist, ansonsten jedoch zahlreiche Ausnahmeregelungen vom Verbot greifen.

## Biermarkt
Die drei größten Braukonzerne dominieren mit einem Marktanteil von 81 % den polnischen Biermarkt:
- Kompania Piwowarska (Marktanteil vom 33,36 %) – Teil des japanischen Konzerns Asahi
- Grupa Żywiec (Marktanteil 29,55 %) – Teil des niederländischen Konzerns Heineken
- Carlsberg Polska (Marktanteil 17,82 %) – Teil des dänischen Konzerns Carlsberg

Viele mittlere Brauereien haben sich in dem Verein der Polnischen Regionalbrauereien zusammengetan, zu dem die folgenden Regional-, Haus und Restaurantbrauereien gehören:
- Brauerei Amber
- Brauerei BrowArmia
- Brauerei  Witnica
- Brauerei Fortuna
- Brauerei Grybów
- Brauerei Grodzisk Wielkopolski
- Brauerei Jabłonowo
- Brauerei Kormoran
- Brauerei Krajan
- Schlossbrauerei Racibórz
- Restaurantbrauerei Spiż
- Brauerei Zodiak
- Brauerei Czarnków

## Feste, Wettbewerbe, Preisausschreiben
Das älteste polnische Bierfest Chmielaki Krasnostawskie findet jährlich nach der Hopfenernte in Krasnystaw statt. Das größte polnische Bierfest Festiwal Dobrego Piwa (deutsch für „Fest des guten Bieres“, oft in der Abkürzung FDP verwendet) findet ebenfalls jährlich am zweiten Juniwochenende in Breslau statt. In Grodzisk Wielkopolski hat das Grätzer sein Bierfest und ein Bierfest des Ostsee-Porters findet im Herbst in Cieszyn statt.
Die Bierkonsumenten in Polen haben mit der Biergilde Bractwo Piwne ebenfalls eine Organisation ins Leben gerufen, die jährlich in verschiedenen Kategorien das beste polnische Bier wählt und Personen, die sich besonders um das polnische Bier verdient gemacht haben, die Auszeichnung des Goldenen Hopfens (polnisch: Złoty Chmiel) verleiht.
Auch die Internetseite Browar.biz veranstaltet jedes Jahr einen Wettbewerb des besten polnischen Bieres in verschiedenen Kategorien.
Insbesondere die kleineren polnischen Brauereien und Brauer finden sich seit 1992 zu regelmäßig stattfindenden Festen und Wettbewerben zusammen.
Seit 2010 finden regelmäßige Treffen der polnischen Hobbybrauer statt.